# Urko Vera
Urko Vera Mateos (ur. 22 kwietnia 1983 w Barakaldo) – hiszpański piłkarz występujący na pozycji napastnika w Astrze Giurgiu.